# Wappen Lettlands
Das Wappen Lettlands wurde nach der Proklamation der Republik Lettland (18. November 1918) von Vilhelms Krūmiņš und Rihards Zariņš gestaltet und thematisiert die nationale Souveränität Lettlands.

## Beschreibung
Das Wappen kombiniert Symbole eines lettischen Nationalstaats mit Symbolen, die die historischen Regionen präsentieren.

### Blasonierung
Wappenbeschreibung: Der Schild ist geteilt und halbgespalten von Blau, Silber und Rot, in 1 eine halbe goldene Sonne an der Teilung, in 2 ein roter, goldenbezungter, rechtsgewendeter Löwe, in 3 ein goldenbezungter silberner Greif, in der Rechten ein silbernes Schwert schwingend.  Auf dem Schilde ruht ein Bogen aus drei fünfzackigen goldenen Sternen.

### Bedeutung
Die nationale Eigenständigkeit Lettlands wird durch die im Wappenschild oben aufgehende goldene Sonne auf blauem Hintergrund dargestellt: Ein Sonnensymbol war das Erkennungszeichen und Identifikationssymbol der Lettischen Schützen in der russischen Armee im Ersten Weltkrieg. Die Sonne wurde damals noch mit 17 Strahlen dargestellt, welche die 17 damaligen lettischen Landkreise symbolisierten. 1935 war die Zahl der lettischen Landkreise bereits auf 18 gestiegen. Heutzutage wird die Sonne mit 21 Strahlen dargestellt. Ein Bezug zu den 26 heute existierenden Landkreisen kann nicht mehr hergestellt werden.
Die drei goldenen Sterne über dem Wappenschild stehen für die Vereinigung der drei historischen Landschaftsgebiete – Kurland (einschließlich Semgallen), Livland und Lettgallen – in einem geeinten Lettland.
Diese Landschaftsgebiete werden im Wappenschild unten durch die aus dem 16. Jahrhundert stammenden heraldischen Gestalten dargestellt:
- Kurland und Semgallen werden von dem roten Löwen auf Silber symbolisiert. Der Löwe erscheint schon 1569 im Wappen des ehemaligen Herzogtums Kurland.
- Livland und Lettgallen werden von dem silbernen Greif auf Rot symbolisiert. Dieses Symbol stammt aus dem Jahr 1566, als das heutige Territorium Livlands und Lettgallens unter polnisch-litauischer Herrschaft war.

## Wappenverwendung
Die Verwendung der Staatswappen Lettlands wird von der Saeima vorgeschrieben.

### Großes Staatswappen
Das Große Staatswappen unterscheidet sich vom Kleinen Staatswappen durch die beiden Wappenhalter. Rechts ein roter Löwe mit goldener Zunge und links der silberne Greif mit goldener Zunge, stehend auf zwei grünen Eichenzweigen, die verbunden sind durch ein Band in den Farben der lettischen Flagge.
Das Große Staatswappen Lettlands wird verwendet durch:
1. den Staatspräsidenten
2. die Saeima, ihre Kommissionen und Mitglieder
3. das Ministerkabinett
4. Ministerien und ausgewählte Minister Lettlands
5. die Staatliche Kontrolle
6. das Verfassungsgericht
7. das Oberste Gericht
8. die Generalstaatsanwaltschaft
9. das Büro des Verfassungsschutzes
10. die Bank von Lettland (Latvijas Banka, die lettische Notenbank)
11. die Diplomatischen Vertretungen und Konsularen Einrichtungen Lettlands

### Mittleres Staatswappen
Das Mittlere Staatswappen unterscheidet sich vom Kleinen Staatswappen durch die zusätzlichen zwei grünen Eichenlaubzweige, welche sich unterhalb des Wappenschildes kreuzend vorn und hinten bis auf die Höhe der aufgehenden Sonne aufsteigen.
Das Mittlere Staatswappen wird verwendet durch:
1. die Kanzlei der Saeima, die Kanzlei des Staatspräsidenten und die Staatskanzlei
2. die Saeimamitglieder, bestimmte Institutionen oder Amtspersonen
3. das Ministerkabinett und andere, den Ministerien nachgeordnete Einrichtungen
4. die Ministerien, die Staatliche Kontrolle, das Oberste Gericht, die Generalstaatsanwaltschaft und die Einrichtungen der lettischen Notenbank
5. die Regionalgerichte, Kreis- oder Stadtgerichte und die Grundbuchämter bei den Regionalgerichten
6. die Standesämter
7. die Einrichtungen der Staatsanwaltschaft
8. die Vereidigten Notare
9. die Wahlkommissionen

### Kleines Staatswappen
Das Kleine Staatswappen (siehe obenstehende Abbildung) wird verwendet durch:
1. die sonstigen staatlichen Einrichtungen
2. die Gemeindevertretungen
3. die staatlichen Bildungseinrichtungen auf offiziellen Dokumenten